# Walter Fiele
Walter Fiele (2 luglio 1971) è un ex giocatore di calcio a 5 argentino.

## Carriera
Utilizzato nel ruolo di giocatore di movimento, come massimo riconoscimento in carriera ha la partecipazione con la Nazionale maschile di calcio a 5 dell'Argentina al FIFA Futsal World Championship 1992 dove i sudamericani sono giunti alla seconda fase, eliminati nel girone comprendente Paesi Bassi, Brasile e Stati Uniti.